# Arcotheres placunae
Arcotheres placunae is een krabbensoort uit de familie van de Pinnotheridae. De wetenschappelijke naam van de soort is voor het eerst geldig gepubliceerd in 1909 door Hornell & Southwell.